# També un pistoler necessita ajuda
També un pistoler necessita ajuda (títol original en anglès: Support Your Local Gunfighter) és una pel·lícula de western estatunidenca dirigida per Burt Kennedy i estrenada el 1971. Ha estat doblada al català.

## Argument
Un estafador és pres per error per a un famós pistoler...
Látigo Smith (Garner), una barreja de gigoló i estafador, baixa del tren en un poble anomenat Purgatorio per fugir d'un matrimoni no desitjat i, a més, per tal d'esborrar un tatuatge que porta al pit. Mentre espera el metge, sent parlar de l'enfrontament entre els dos magnats miners del poble, ambdós entossudits a contractar el tèrbol i mític pistoler Swifty Morgan perquè defensi els seus interessos. Veient-se, involuntàriament, involucrat, Látigo es quedarà a Purgatori i resoldrà el conflicte. Amb el que no comptava era enamorar-se de Patience (Pleshette), la filla d'un dels cacics, una senyoreta amb caràcter.

## Repartiment
- James Garner: Latigo
- Suzanne Pleshette: Patience Barton
- Harry Morgan: Taylor Barton
- Jack Elam: Jutge May
- Joan Blondell: Jenny
- Roy Glenn: Maitre d'hotel
- Marie Windsor: Goldie
- John Dehner: Coronel Ames
- Henry Jone: Ez
- Dub Taylor: Doc Schultz
- Kathleen Freeman: Sra. Perkins
- Dick Curtis: Bud Barton
- Willis Bouchey: McLaglen
- Gene Evans: Butcher
- Ellen Corby: Abigail
- Ben Cooper: Colorado
- Walter Burke: Morris
- Pedro Gonzalez Gonzalez: Ortiz
- Grady Sutton: Comerciant